# بلاط الصوف
بلدية بلاط الصوف أو بلاثوتي (بالإسبانية: Balazote) هي بلدية تقع في مقاطعة البسيط التابعة لمنطقة كاستيا لا مانتشا وسط إسبانيا.

## الديموغرافيا
بلغ عدد سكان بلدية بلاط الصوف 2.461 نسمة عام 2011 (وفقاً للمعهد الوطني الإسباني للإحصاء).
| 2.203 | 2.254 | 2.412 | 2.576 | 2.392 | 2.453 | 2.461 |